# Armand-Pierre Angrand
Pour les articles homonymes, voir Angrand.
Armand-Pierre Angrand (9 octobre 1892 - 29 août 1964) fut maire de Gorée et de Dakar en 1934.

## Biographie
Fils de Léopold Angrand (1859-1906), un notable métis descendant de signares de Gorée. Petit-fils de Pierre Angrand (1820- ?), riche armateur et négociant de Joal, et d'Hélène de Saint-Jean (1826-1859), petite-fille d'Estoupan de Saint-Jean qui signa la capitulation de Gorée en 1758 face aux Britanniques et demi-sœur de Mary de Saint Jean.
Il a écrit un guide élémentaire destiné aux Européens (Manuel français-ouolof, avant-propos de Théodore Monod), vivant au Sénégal et devant leur fournir les éléments de base sur lesquels ils pourront, le cas échéant, asseoir leurs acquisitions ultérieures. Avec en annexe les curiosités de la langue ouolof et des appendices sur les principaux groupes ouolof et la composition des noms individuels.
Dans une autre œuvre[Laquelle ?], il présente l'origine du peuplement de la région de Dakar (Sénégal). Dans Les Lébous de la presqu'île du Cap-vert (1951), il fait une approche sur les coutumes des Lébous et leurs parentés avec les anciens Égyptiens nilotiques (Égypte = Kemet, « pays des Noirs », selon lui).
Sur le même thème, en 1951 et en partant des recherches embryonnaires d'Armand Angrand, Cheikh Anta Diop (1923-1986), historien et anthropologue sénégalais, prépare sous la direction de Marcel Griaule une thèse de doctorat à l'Université de Paris, dans laquelle il affirme que l'Égypte ancienne était peuplée d'Africains noirs et que la langue et la culture égyptiennes se sont ensuite diffusées dans l'Afrique de l'Ouest. Il ne parvient pas à rassembler un jury pour examiner cette thèse. Elle rencontre pourtant un grand écho sous la forme d'un livre, Nations nègres et culture, publié en 1955.
Armand-Pierre Angrand fut également l'un des correspondants au Sénégal de Universal Negro Improvement Association (UNIA), mouvement créé par Marcus Garvey. Il ne fut jamais arrêté malgré la découverte d'une trace d’expédition d'un « bunble of Negro World ». Les investigations des services de sécurité français ne permirent pas non plus d’arrêter John Kamara, représentant de l’UNIA.
Jean-Luc Angrand, son petit-neveu, décrit sa généalogie dans son livre Céleste ou le temps des signares qui permet de comprendre son lien avec les Lébous de la presqu’île de Dakar et les Sérères de la petite côte du Sénégal dont sont issues ses ancêtres les signares.